# Hypsolebias igneus
Hypsolebias igneus, es una especie de pez actinopeterigio de agua dulce, de la familia de los rivulines.

## Morfología
Con cuerpo muy colorido y una longitud máxima descrita de 5,1 cm en machos y 5,6 cm en hembras. El pedúnculo caudal de la hembra con manchas negras, aleta anal masculina con franja distal gris a negro, la aleta caudal sub-truncada en el macho y redondeada en la hembra, aleta dorsal y anal con puntas que alcanzan más allá del borde posterior de la aleta caudal, aleta anal naranja rojizo anterior, amarillo posterior.

## Distribución y hábitat
Se distribuye por ríos de América del Sur, por toda la cuenca fluvial del río São Francisco, en Brasil. Son peces de agua dulce tropical, de comportamiento pelágico.